# Lysandra alpiumpallida
Lysandra alpiumpallida är en fjärilsart som beskrevs av Ruggero Verity 1926. Lysandra alpiumpallida ingår i släktet Lysandra och familjen juvelvingar. Inga underarter finns listade i Catalogue of Life.